# Одри Танг
Одри Танг (на китайски: 唐鳳) е тайванска активистка за технологии и свободен софтуер, министър на дигитализацията в Тайван.

## Биография
Родена е на 18 април 1981 г. Към 2000 г., на 19 години, заема позиции в софтуерни компании и работи в Силициевата долина в Калифорния като предприемач. Има различни постижения в областта на свободния софтуер. Работи по международни и локални проекти, свързани със софтуер със свободен код. Част е от Студентско движение „Слънчоглед“ от 2014 г.
На база активизъм Танг е поканена да допринася за развитието на платформата vTaiwan („Виртуален Тайван“) през 2015 г., с която се цели да се провеждат онлайн дебати с дискусии на живо с оглед въвличане на обществеността към конкретни теми.
„Виртуален Тайван“ използва Pol.is, чрез което всеки потребител vTaiwan може да публикува коментари по темата или политиката, която се обсъжда. Те могат да натискат бутони „съгласен“, „несъгласен“ или „въздържам се/не съм сигурен“ за всеки един от коментарите.
От август 2016 г. е министър без портфейл в Министерство на дигитализацията в Тайван.
Една от първите инициативи на Танг е т. нар. нулево правителство (g0v), с което прави онлайн достъпни всички държавни документи, с отворен код, с което цели максимална демокрация и прозрачност в управлението. Като част от своя стремеж към радикална прозрачност Танг записва и излъчва в Интернет всички свои срещи, които също са транскрибирани и качени в социалните мрежи и на сайта на Министерството.
Около 10 милиона души в Тайван сега участват в дигиталното управление чрез онлайн платформа, която позволява на обществеността да преценява по редица теми.
От 2017 Танг работи върху софтуер за споделена икономика, който да улеснява свободния обмен на ресурси.
През първите месеци от Ковид19 в Тайван Танг въвежда иновативно решение, което води до добри резултати при развитието на пандемията в държавата, което е изцяло технологично – мобилно приложение за разпространение на информация между хората.
Определя се като трансджендър човек с небинарен пол. Танг е първият в света министър с небинарен пол.